# Vitali Konstantínov
Vitali Konstantínov   (Tatarski Kalmaiur, 28 de març de 1949) és un lluitador rus, ja retirat, especialista en lluita grecoromana, que va competir sota bandera soviètica durant la dècada de 1970.
El 1972 va prendre part en els Jocs Olímpics d'Estiu de Múnic, on quedà eliminat en la tercera ronda de la prova del pes mosca del programa de lluita grecoromana. Quatre anys més tard, als Jocs de Mont-real, guanyà la medalla d'or en la mateixa prova.
En el seu palmarès també destaca una medalla d'or al Campionat del món de lluita de 1975 i dues medalles al Campionat d'Europa de lluita, d'or el 1980 i de plata el 1972. A nivell nacional es proclamà campió soviètic del pes gall en quatre edicions, el 1976, 1977, 1979 i 1980. Es va retirar el 1980.